# Хан-Аспарухово
Хан-Аспару́хово (болг. Хан Аспарухово) — село в Старозагорській області Болгарії. Входить до складу общини Стара Загора.

## Населення
За даними перепису населення 2011 року у селі проживали 1158 осіб.
Національний склад населення села:
| Національність   | Кількість осіб | Відсоток |
| ---------------- | -------------- | -------- |
| турки            | 673            | 58,7%    |
| болгари          | 464            | 40,5%    |
| Всього відповіли | 1146           |          |

Розподіл населення за віком у 2011 році:
Динаміка населення: